# Kaliumklorat
Kaliumklorat (eller kaliumchlorat (Kemisk Ordbog)) er en kemisk forbindelse, der indeholder grundstofferne kalium, klor og ilt. Stoffets molekylformel er KClO3. I den rene form er det et hvidt, krystallinsk pulver. Til industriel brug er dette den mest almindelige form for klorat, og det findes normalt i de fleste velforsynede laboratorier.
Kaliumklorat bruges i en række sammenhænge:
- Som oxidationsmiddel
- Ved fremstilling af ilt
- Som desinficeringsmiddel / blegemiddel
- Til sikkerhedstændstikker
- I sprængstoffer / fyrværkeri

Kaliumklorat bør behandles med forsigtighed. Det reagerer voldsomt og antændes spontant eller eksploderer i nogle tilfælde ved kontakt med brændstof. Det brugs i nogle former for krudt, hvor det typisk erstatter den mindre voldsomme forbindelse kaliumnitrat. 

Der kan dannes meget eksplosive forbindelser når kaliumklorat blandes med andre forbindelser. Af og til bruges i stedet for det den billigere og mindre farlige natriumklorat. I 2. verdenskrig blev kaliumklorat brugt i plastisk sprængstof til forskellige former for ammunition, f.eks. i håndgranater.
Kaliumklorat benyttes ofte i øvelseslaboratorier til fremstilling af ilt, da det er meget billigere end ren ilt på trykflaske. Kaliumklorat går i stykker hvis det opvarmes under tilstedeværelse af en katalysator, typisk mangan-(IV)-oxid (MnO2). Ilt kan således fremstilles ved blot at opvarme stofferne i et reagensglas med en bunsenbrænder. Følgende reaktion sker:
2KClO3(s) →  3O2(g) + 2KCl(s)
For at kunne udføre reaktionen på sikker vis kræver det at man har meget rene reagenter og kan kontrollere temperaturen. Smeltet kaliumklorat er et kraftigt oxidationsmiddel, som vil reagere spontant med en lang række almindelige materialer. 

Kaliumklorat benyttes også som pesticid. I Finland forhandles det under navnet Fegabit.

## Reference
- "Chlorate de potassium. Chlorate de sodium", Fiche toxicol. n° 217, Paris:Institut national de recherche et de sécurité, 2000. 4pp.